# Среднекуандинская впадина
Среднекуанди́нская впа́дина — впадина в северной части Забайкальского края России.

## Расположение
Среднекуандинская впадина расположена в среднем течении реки Куанда, между Южно-Муйским (с севера) и Каларским хребтами (с юга). Впадина имеет широтное простирание; начинаясь на востоке, протягивается от устья реки Эймнах до верхнего течения реки Налегар (обе реки — левые притоки Куанды). Протяжённость впадины составляет 45 км, ширина варьируется от 1 до 7 км.

## Геология
Основное формирование Среднекуандинской впадины шло в неоген-четвертичное время и продолжается в настоящее время. В морфоскульптуре впадины хорошо выражены ледниковые, водно-ледниковые и речные формы рельефа. Дно впадины расположено в интервале высот от 530 до 690 м; её борта имеют довольно крутое сочленение со склонами окружающих хребтов. Преобладающие типы ландшафта — тайга, приречные луга, кустарники, встречаются заболоченные редколесья.